# Haida (taal)

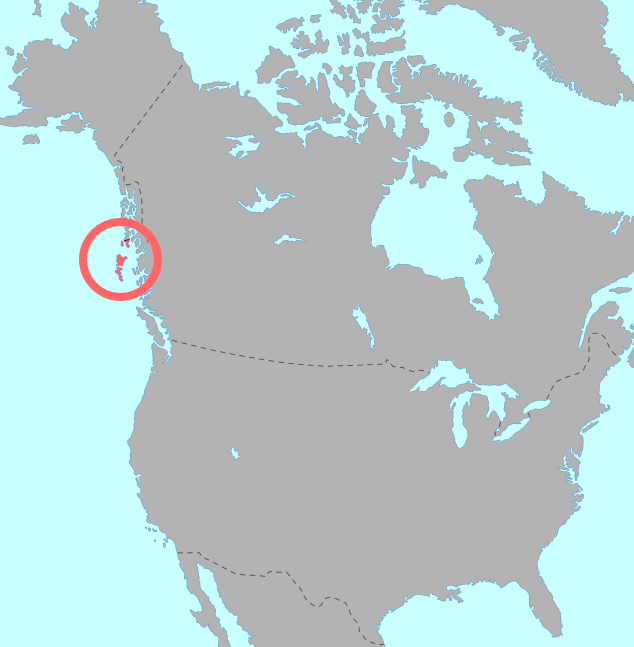
Gebied waar Haida wordt gesproken.

Het Haida (Haida: X̲aat Kíl, X̲aadas Kíl of X̲aayda Kil) is de taal van de Haida-indianen. Deze taal wordt gesproken op Brits-Columbia, het Prins van Wales-eiland en in Hydaburg en Ketchikan in Alaska en op de Haida Gwaii in Canada. De taal wordt door sommigen gezien als een Na-Denétaal, maar over het algemeen wordt ze door taalkundigen als een isolate taal beschouwd.
De naam Haida is afgeleid van xayda, wat in de taal "persoon" of "mens" betekent.
De taal is onderverdeeld in drie dialecten. Noord-Haida wordt gesproken op het Prins van Wales-eiland en is onderverdeeld in het Massetdialect en het Kaiganidialect. Zuid-Haida wordt gesproken op de Haida Gwaii.
De taal is ernstig bedreigd en telt nog zo’n 35 tot 50 moedertaalsprekers, die bijna allemaal boven de 70 jaar zijn. Er worden echter pogingen ondernomen om de taal in alle drie de overgebleven dialecten nieuw leven in te blazen.